# No Surrender (2022)
Pour les articles homonymes, voir No Surrender.
No Surrender est un événement de catch professionnel produit par la fédération Impact Wrestling, c'est le quatorzième événement de la chronologie des No Surrender. Il s'est déroulé le 19 février 2022 à Westwego en Louisiane au sein du Alario Center. Il fut diffusé exclusivement sur Impact Plus.

## Contexte
Cet événement de catch professionnel présente différents matchs impliquant des catcheurs heel (méchant) et face (gentil), ils combattent sous un script écrit à l'avance.

## Tableau des matchs
| Ordre par numéros | Résultat | Stipulation(s) | Temps |
| --- | --- | --- | ----- |
| 1P | Trey Miguel bat John Skyler | Match simple | 5:59  |
| 2P | Havok (avec Rosemary) bat Tenille Dashwood (avec Madison Rayne et Kaleb with a K)                                                                                            | Match simple | 4:37  |
| 3 | Jake Something bat Ace Austin, Chris Bey et Mike Bailey | Fatal 4-Way match Le gagnant deviendra aspirant no 1 au Impact X Division Championship.                                                                                         | 7:19  |
| 4 | JONAH bat Black Taurus | Match simple | 8:08  |
| 5 | Jay White bat Eric Young | Match simple | 12:12 |
| 6 | Deonna Purrazzo (c) bat Miranda Alize | Match simple pour le ROH Women's World Championship | 7:26  |
| 7 | Matt Cardona (c) bat Jordynne Grace par disqualification | Match simple mixte pour le Impact Digital Media Championship | 7:58  |
| 8 | The Good Brothers (DOC Gallows et Karl Anderson) (c) battent Guerrillas of Destiny (Tama Tonga et Tanga Loa)                                                                 | Tag Team Match pour les Impact World Tag Team Championship | 12:19 |
| 9 | Mickie James (c) bat Tasha Steelz (avec Savannah Evans) | Match simple pour le Impact Knockouts Championship | 10:28 |
| 10 | Moose (c) bat W. Morrissey | Match simple pour le Impact World Championship | 12:21 |
| 11 | Honor No More (Kenny King, Matt Taven, Mike Bennett, PCO et Vincent) (avec Maria Kanellis) battent Team Impact (Chris Sabin, Rhino, Rich Swann, Steve Maclin et Willie Mack) | 10-Man Tag Team match Si Honor No More gagne, ils peuvent rester à Impact Wrestling. En revanche, si Team Impact gagne, Honor No More doit définitivement quitter la compagnie. | 23:17 |
| La lettre C placée entre parenthèses désigne la personne ou l’équipe championne en titre. P – indique que le match a eu lieu lors du pré-show | | |       |